# Vámosoroszi
Vámosoroszi község Szabolcs-Szatmár-Bereg vármegyében, a Fehérgyarmati járásban.

## Fekvése
A megye keleti részén, a Szatmári-síkságon, az ukrán határ közelében fekszik, lakott területét a Tapolnok patak szeli ketté.
Szomszédai: észak felől Fülesd, északkelet felől Kölcse, kelet felől Csaholc, dél felől Kisnamény, délnyugat felől Darnó, nyugat felől pedig Kisszekeres.
A határos települések közül Csaholc, Fülesd, Kisszekeres és Nemesborzova is 4-5 kilométernyi távolságra fekszik; a térség más fontosabb települései közül Beregsurány 27, Csengersima 18, Cégénydányád pedig 15 kilométer távolságra található.

### Megközelítése
Központjában keresztezi egymást a Mánd-Rozsály közt nyugat-keleti irányban húzódó 4132-es és a Zsarolyán-Fülesd közt dél-északi irányban vezető 4133-es út, ezeken érhető el a környező települések, illetve a 491-es főút felől is. Az ország távolabbi részei felől a leginkább kézenfekvő közúti elérési útvonala a 491-es főút, amelyről Mándnál célszerű letérni a 4132-esre.
Vasútvonal nem érinti, a legközelebbi vasúti csatlakozási lehetőség a Nyíregyháza–Mátészalka–Zajta-vasútvonal Kisszekeres megállóhelye.

## Története
A település nevét az oklevelekben 1324-ben említik először, ekkor nevét Uruczy (Oroszi) alakban írják. A falut ukrán (orosz) telepesek lakták, s vámszedőhely volt.
A 14. században birtokosai a Kölcsey és a Matucsynai családok voltak.
1419-ben a falu egy részét Zsigmond király Báthori Istvánnak és fivérének, Benedeknek adományozta, míg másik felét Kusalyi Jakcs István kapta meg.
1524-ben Drágffy János országbíró lett birtokosa.
1633-ban Bethlen István és Péter birtokaként tartják számon.
1810-től több birtokosa is volt, így a Domahidy, Tolnai, Szenichey, Mándy és Gulácsy családok is.
A 17. század második felében a Luby, Maróthy, Fábri és Rédhey családok voltak a falu tulajdonosai.
A Rákóczi-szabadságharc alatt a falu teljesen elpusztult.
1945-ig birtokosa volt még a Staudinger és a Chisteph család is.

## Közélete

### Polgármesterei
- 1990–1994: Petrikán János (független)[3][4]
- 1994–1998: Végh Endre (független)[5][6]
- 1998–2002: Végh Endre (független)[7][8]
- 2002–2006: Végh Endre (független)[9][10]
- 2006–2010: Végh Endre (független)[11]
- 2010–2014: Végh Endre (Fidesz–KDNP)[12]
- 2014–2019: Végh Endre (Fidesz–KDNP)[13][14]
- 2019–2024: Végh Endre (Fidesz–KDNP)[15]
- 2024– : Végh Endre (Fidesz–KDNP)[1]

## Népesség
A település népességének változása:
| Lakosok száma | 515  | 517  | 517  | 500  | 449  | 460  | 451  |
|               | 2013 | 2014 | 2015 | 2021 | 2022 | 2023 | 2024 |

2001-ben a település lakosságának 89%-a magyar, 11%-a cigány nemzetiségűnek vallotta magát.
A 2011-es népszámlálás során a lakosok 98,3%-a magyarnak, 17,2% cigánynak, 0,2% németnek mondta magát (1,7% nem nyilatkozott; a kettős identitások miatt a végösszeg nagyobb lehet 100%-nál). A vallási megoszlás a következő volt: római katolikus 1,9%, református 76%, görögkatolikus 2,6%, evangélikus 0,9%, felekezeten kívüli 0,6% (16,7% nem válaszolt).
2022-ben a lakosság 94,9%-a vallotta magát magyarnak, 3,3% cigánynak, 0,7% németnek, 0,4% ukránnak, 0,2-0,2% bolgárnak és ruszinnak, 1,1% egyéb, nem hazai nemzetiségűnek (5,1% nem nyilatkozott; a kettős identitások miatt a végösszeg nagyobb lehet 100%-nál). Vallásuk szerint 2,4% volt római katolikus, 68,6% református, 3,3% görög katolikus, 0,9% egyéb keresztény, 0,7% evangélikus, 4,7% felekezeten kívüli (18,9% nem válaszolt).

## Nevezetességei
- Református temploma a 15. században épült, késői gótikus stílusban. Az egyhajós, homlokzati tornyos épület műemlék. A templomban a középkori, naiv festményeknek tetsző festett faliképek találhatók. Festett fabútorzata a 18. századból való.
- A község népi építészetét képviselő szárazmalmát a Szentendrei Szabadtéri Néprajzi Múzeumba szállították, ahol megtekinthető.

## Ismert személyek

### Díszpolgárok
- Inántsy-Pap Elemér (1881–1964) ügyvéd, kincstári ügyész, miniszteri osztályfőnök, Szatmár vármegyei törvényhatósági bizottsági tag, országgyűlési képviselő (1939–1944).[19]

## Külső hivatkozások
- Vámosoroszi.hu
- Vámosoroszi az utazom.com honlapján